# Medina collaris
Medina collaris är en tvåvingeart som först beskrevs av Fallen 1820.  Medina collaris ingår i släktet Medina och familjen parasitflugor. Arten är reproducerande i Sverige. Inga underarter finns listade i Catalogue of Life.